# Släkten Sutter
Släkten Sutter är en kanadensisk ishockeysläkt som ursprungligen kommer  från den lilla jordbruksorten Viking i provinsen Alberta. Sex bröder av sju, Brent, Brian, Darryl, Duane, Rich och Ron, satsade på att spela ishockey på professionell nivå och lyckades komma in i  och spela i den nordamerikanska ishockeyligan National Hockey League (NHL). Tre av brödernas söner, Brandon, Brett och Brody, har också tagit sig ända upp i den nordamerikanska ishockeysystemet och spel i NHL. Ingen annan släkt har haft fler som har spelat i NHL än vad släkten Sutter har och haft.
Släkten har tillsammans vunnit åtta Stanley Cup-titlar, sex som spelare (fyra för Duane och två för Brent) och två som tränare (Darryl).

## Släkten

### Bakgrund
Föräldrarna till bröderna är fadern Louis John Sutter, född 19 september 1930 och död 10 februari 2005 (74 år), och modern Grace (flicknamn: Sauers), född 11 mars 1936, och de två hade en gård för mjölkboskap i Viking. De två gifte sig den 13 november 1954 när hon var gravid med deras första son, Gary. Bröderna växte upp på gården och arbetade på den samtidigt som de spelade juniorishockey på fritiden.
Den 10 februari 2005 avled deras far efter en tids sjukdom, vid begravningen närvarade åtminstone 650 personer, i staden Viking med omkring 1 000 invånare. Flera dignitärer från den nordamerikanska ishockeyn och nationell media var på plats i stadens medborgarhus.

### Brent

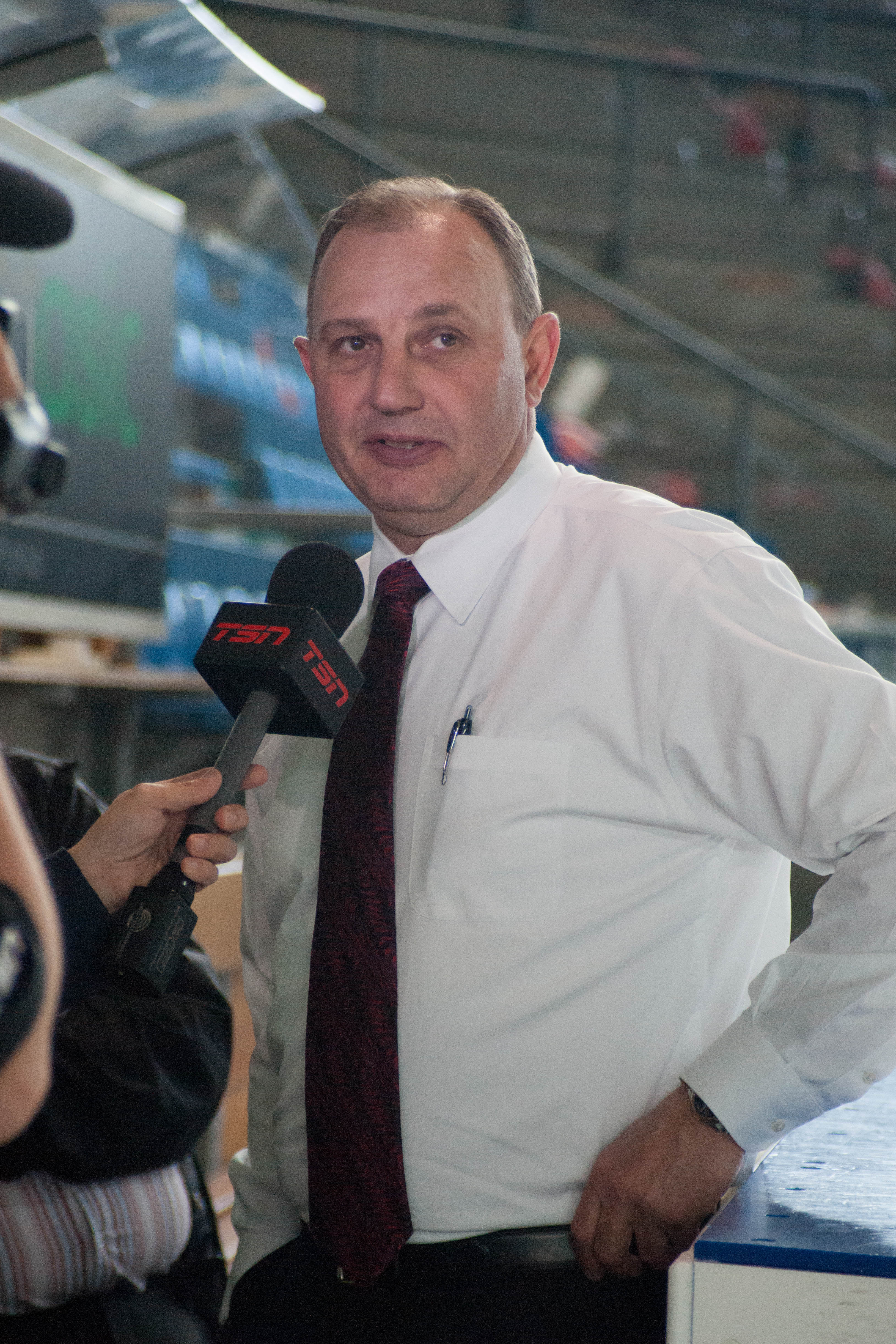
Brent Sutter, 2012.

Brent Colin Sutter, född 10 juni 1962, spelade för New York Islanders och Chicago Blackhawks mellan 1981 och 1998. Under karriären gjorde han 829 poäng (363 mål och 466 assists) på 1 111 grundspelsmatcher. När han var hos Islanders vann han Stanley Cup två gånger (1981–1982 och 1982–1983). Han har också tränat New Jersey Devils och Calgary Flames.
| 1980–1981 | New York Islanders | NHL    | 3    | 2   | 2   | 4   | 0    | —   | —  | —  | —  | —   |
| 1981–1982 | New York Islanders | NHL    | 43   | 21  | 22  | 43  | 114  | 19  | 2  | 6  | 8  | 36  |
| 1982–1983 | New York Islanders | NHL    | 80   | 21  | 19  | 40  | 128  | 20  | 10 | 11 | 21 | 26  |
| 1983–1984 | New York Islanders | NHL    | 69   | 34  | 15  | 49  | 69   | 20  | 4  | 10 | 14 | 18  |
| 1984–1985 | New York Islanders | NHL    | 72   | 42  | 60  | 102 | 51   | 10  | 3  | 3  | 6  | 14  |
| 1985–1986 | New York Islanders | NHL    | 61   | 24  | 31  | 55  | 74   | 3   | 0  | 1  | 1  | 2   |
| 1986–1987 | New York Islanders | NHL    | 69   | 27  | 36  | 63  | 73   | 5   | 1  | 0  | 1  | 4   |
| 1987–1988 | New York Islanders | NHL    | 70   | 29  | 31  | 60  | 55   | 6   | 2  | 1  | 3  | 18  |
| 1988–1989 | New York Islanders | NHL    | 77   | 29  | 34  | 63  | 77   | —   | —  | —  | —  | —   |
| 1989–1990 | New York Islanders | NHL    | 67   | 33  | 35  | 68  | 65   | 5   | 2  | 3  | 5  | 2   |
| 1990–1991 | New York Islanders | NHL    | 75   | 21  | 32  | 53  | 49   | —   | —  | —  | —  | —   |
| 1991–1992 | New York Islanders | NHL    | 8    | 4   | 6   | 10  | 6    | —   | —  | —  | —  | —   |
|           | Chicago Blackhawks | NHL    | 61   | 18  | 32  | 50  | 30   | 18  | 3  | 5  | 8  | 22  |
| 1992–1993 | Chicago Blackhawks | NHL    | 65   | 20  | 34  | 54  | 67   | 4   | 1  | 1  | 2  | 4   |
| 1993–1994 | Chicago Blackhawks | NHL    | 73   | 9   | 29  | 38  | 43   | 6   | 0  | 0  | 0  | 0   |
| 1994–1995 | Chicago Blackhawks | NHL    | 47   | 7   | 8   | 15  | 51   | 16  | 1  | 2  | 3  | 4   |
| 1995–1996 | Chicago Blackhawks | NHL    | 80   | 13  | 27  | 40  | 56   | 10  | 1  | 1  | 2  | 6   |
| 1996–1997 | Chicago Blackhawks | NHL    | 39   | 7   | 7   | 14  | 18   | 2   | 0  | 0  | 0  | 6   |
| 1997–1998 | Chicago Blackhawks | NHL    | 52   | 2   | 6   | 8   | 28   | —   | —  | —  | —  | —   |
| Totalt    | Totalt             | Totalt | 1111 | 363 | 466 | 829 | 1054 | 144 | 30 | 44 | 74 | 164 |

#### Brandon

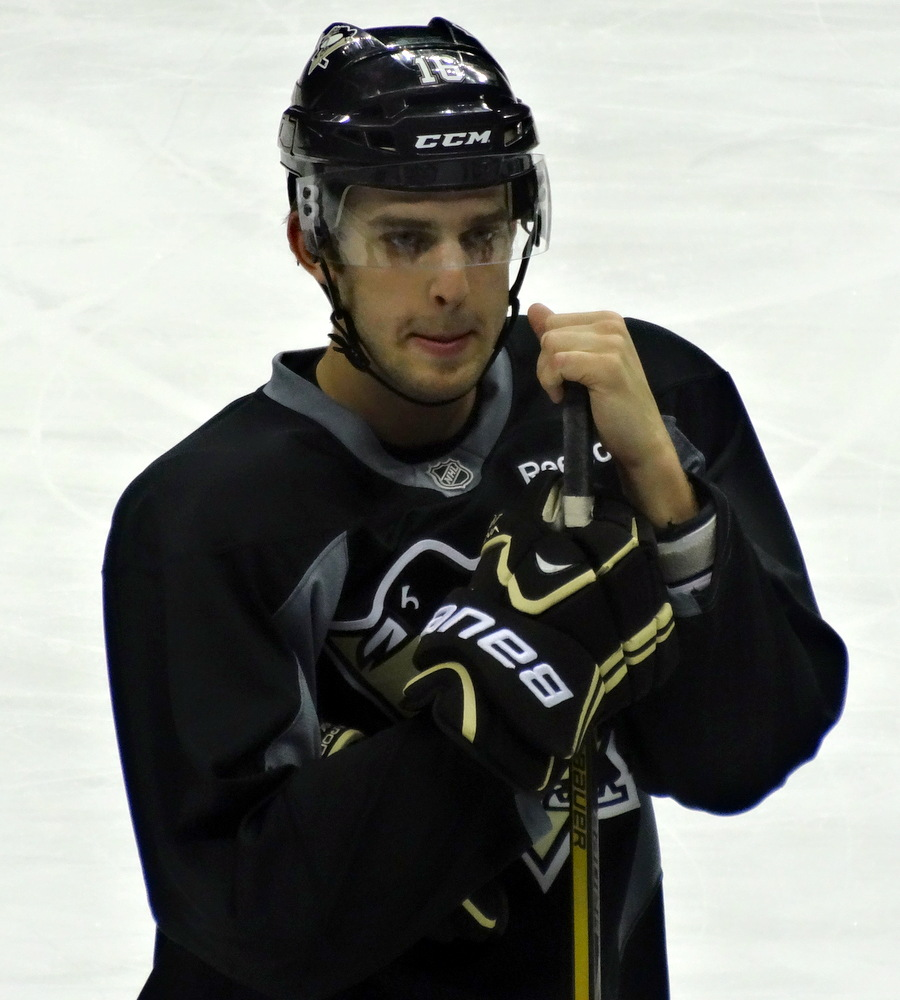
Brandon Sutter, 2013.

Brandon Sutter, född 14 februari 1989, är son till Brent och spelar för Vancouver Canucks och tidigare för Carolina Hurricanes och Pittsburgh Penguins. Han startade sin NHL-karriär den 10 oktober 2008 och har sen dess lyckats producera 260 poäng (135 mål och 125 assists) på 683 grundspelsmatcher.
| 2008–2009 | Carolina Hurricanes | NHL    | 50  | 1   | 5   | 6   | 16  | —  | — | — | —  | — |
| 2009–2010 | Carolina Hurricanes | NHL    | 72  | 21  | 19  | 40  | 2   | —  | — | — | —  | — |
| 2010–2011 | Carolina Hurricanes | NHL    | 82  | 14  | 15  | 29  | 25  | —  | — | — | —  | — |
| 2011–2012 | Carolina Hurricanes | NHL    | 82  | 17  | 15  | 32  | 21  | —  | — | — | —  | — |
| 2012–2013 | Pittsburgh Penguins | NHL    | 48  | 11  | 8   | 19  | 4   | 15 | 2 | 1 | 3  | 0 |
| 2013–2014 | Pittsburgh Penguins | NHL    | 81  | 13  | 13  | 26  | 12  | 13 | 5 | 2 | 7  | 2 |
| 2014–2015 | Pittsburgh Penguins | NHL    | 80  | 21  | 12  | 33  | 14  | 5  | 1 | 1 | 2  | 2 |
| 2015–2016 | Vancouver Canucks   | NHL    | 20  | 5   | 4   | 9   | 2   | —  | — | — | —  | — |
| 2016–2017 | Vancouver Canucks   | NHL    | 81  | 17  | 17  | 34  | 12  | —  | — | — | —  | — |
| 2017–2018 | Vancouver Canucks   | NHL    | 61  | 11  | 15  | 26  | 8   | —  | — | — | —  | — |
| 2018–2019 | Vancouver Canucks   | NHL    | 26  | 4   | 2   | 6   | 6   | —  | — | — | —  | — |
| Totalt    | Totalt              | Totalt | 683 | 135 | 125 | 260 | 122 | 33 | 8 | 4 | 12 | 4 |

### Brian

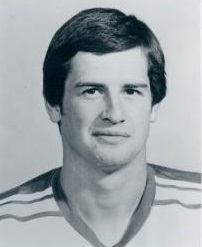
Brian Sutter, 1979.

Brian Louis Allen Sutter, född 7 oktober 1956, spelade för St. Louis Blues mellan 1976 och 1988. Under karriären gjorde han 636 poäng (303 mål och 333 assists) på 779 grundspelsmatcher. Efter sin aktiva spelarkarriär, valde han att bli tränare och tränade Blues, Boston Bruins, Calgary Flames och Chicago Blackhawks mellan 1988 och 2004.
| 1976–1977 | St. Louis Blues | NHL    | 35  | 4   | 10  | 14  | 82   | 4  | 1  | 0  | 1  | 14  |
| 1977–1978 | St. Louis Blues | NHL    | 78  | 9   | 13  | 22  | 123  | —  | —  | —  | —  | —   |
| 1978–1979 | St. Louis Blues | NHL    | 77  | 41  | 39  | 80  | 165  | —  | —  | —  | —  | —   |
| 1979–1980 | St. Louis Blues | NHL    | 71  | 23  | 35  | 58  | 156  | 3  | 0  | 0  | 0  | 4   |
| 1980–1981 | St. Louis Blues | NHL    | 78  | 35  | 34  | 69  | 232  | 11 | 6  | 3  | 9  | 77  |
| 1981–1982 | St. Louis Blues | NHL    | 74  | 39  | 36  | 75  | 239  | 10 | 8  | 6  | 14 | 49  |
| 1982–1983 | St. Louis Blues | NHL    | 79  | 46  | 30  | 76  | 254  | 4  | 2  | 1  | 3  | 10  |
| 1983–1984 | St. Louis Blues | NHL    | 76  | 32  | 51  | 83  | 162  | 11 | 1  | 5  | 6  | 22  |
| 1984–1985 | St. Louis Blues | NHL    | 77  | 37  | 37  | 74  | 121  | 3  | 2  | 1  | 3  | 2   |
| 1985–1986 | St. Louis Blues | NHL    | 44  | 19  | 23  | 42  | 87   | 9  | 1  | 2  | 3  | 22  |
| 1986–1987 | St. Louis Blues | NHL    | 14  | 3   | 3   | 6   | 18   | —  | —  | —  | —  | —   |
| 1987–1988 | St. Louis Blues | NHL    | 76  | 15  | 22  | 37  | 147  | 10 | 0  | 3  | 3  | 49  |
| Totalt    | Totalt          | Totalt | 779 | 303 | 333 | 636 | 1786 | 65 | 21 | 21 | 42 | 249 |

### Darryl

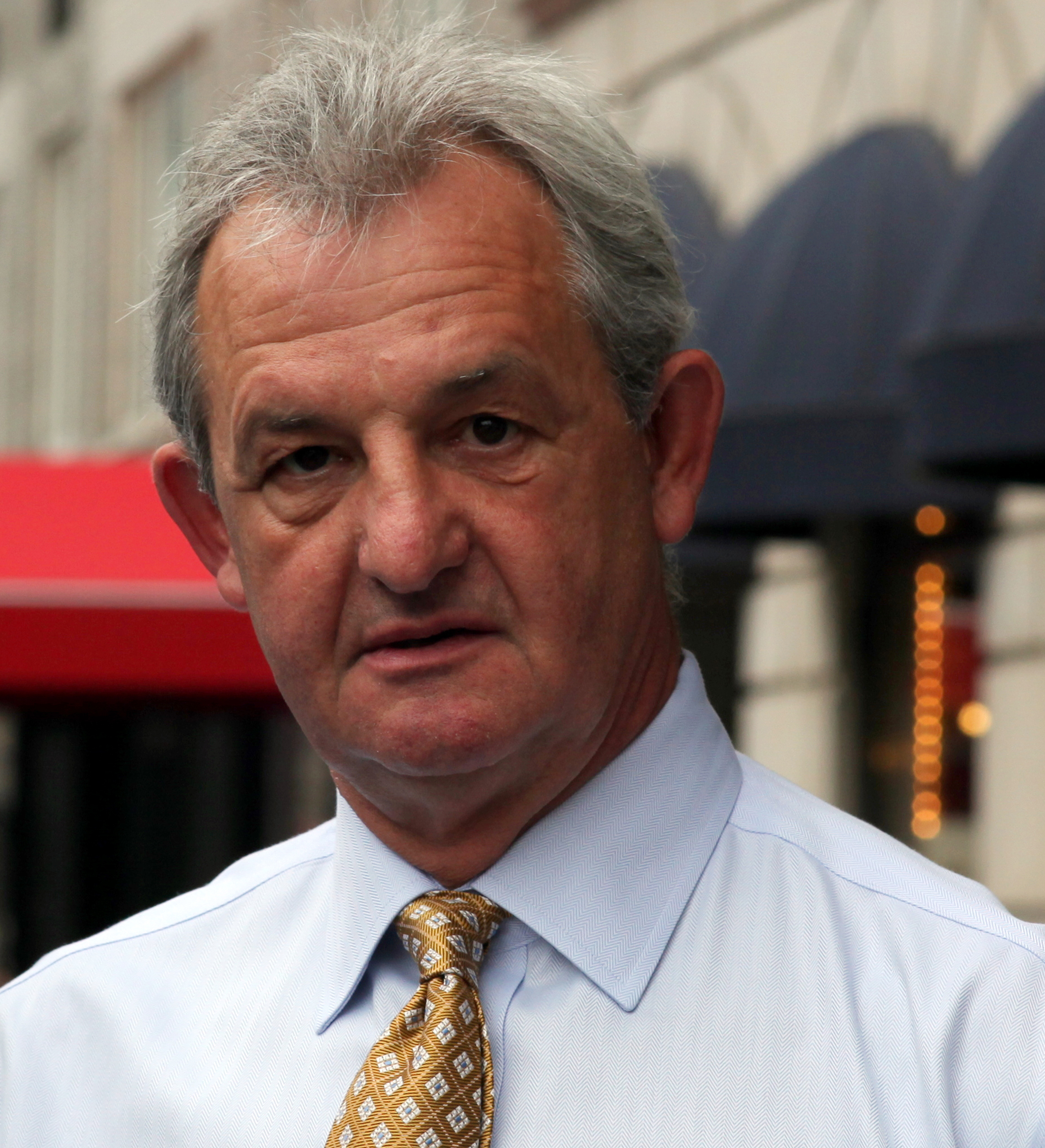
Darryl Sutter, 2014.

Darryl John Sutter, född 19 augusti 1958, spelade för Chicago Blackhawks mellan 1979 och 1987. Under karriären gjorde han 279 poäng (161 mål och 118 assists) på 406 grundspelsmatcher. Efter den aktiva spelarkarriären valde han att gå vidare och bli tränare, ett jobb som har fört honom till Blackhawks, San Jose Sharks, Calgary Flames (var även general manager där) och Los Angeles Kings. I Kings vann han Stanley Cup två gånger (2011–2012 och 2013–2014).
| 1979–1980 | Chicago Black Hawks | NHL    | 8   | 2   | 0   | 2   | 2   | 7  | 3  | 1  | 4  | 2  |
| 1980–1981 | Chicago Black Hawks | NHL    | 76  | 40  | 22  | 62  | 86  | 3  | 3  | 1  | 4  | 2  |
| 1981–1982 | Chicago Black Hawks | NHL    | 40  | 23  | 12  | 35  | 31  | 3  | 0  | 1  | 1  | 2  |
| 1982–1983 | Chicago Black Hawks | NHL    | 80  | 31  | 30  | 61  | 53  | 13 | 4  | 6  | 10 | 8  |
| 1983–1984 | Chicago Black Hawks | NHL    | 59  | 20  | 20  | 40  | 44  | 5  | 1  | 1  | 2  | 0  |
| 1984–1985 | Chicago Black Hawks | NHL    | 49  | 20  | 18  | 38  | 12  | 15 | 12 | 7  | 19 | 12 |
| 1985–1986 | Chicago Black Hawks | NHL    | 50  | 17  | 10  | 27  | 44  | 3  | 1  | 2  | 3  | 0  |
| 1986–1987 | Chicago Blackhawks  | NHL    | 44  | 8   | 6   | 14  | 16  | 2  | 0  | 0  | 0  | 0  |
| Totalt    | Totalt              | Totalt | 406 | 161 | 118 | 279 | 288 | 51 | 24 | 19 | 43 | 26 |

#### Brett

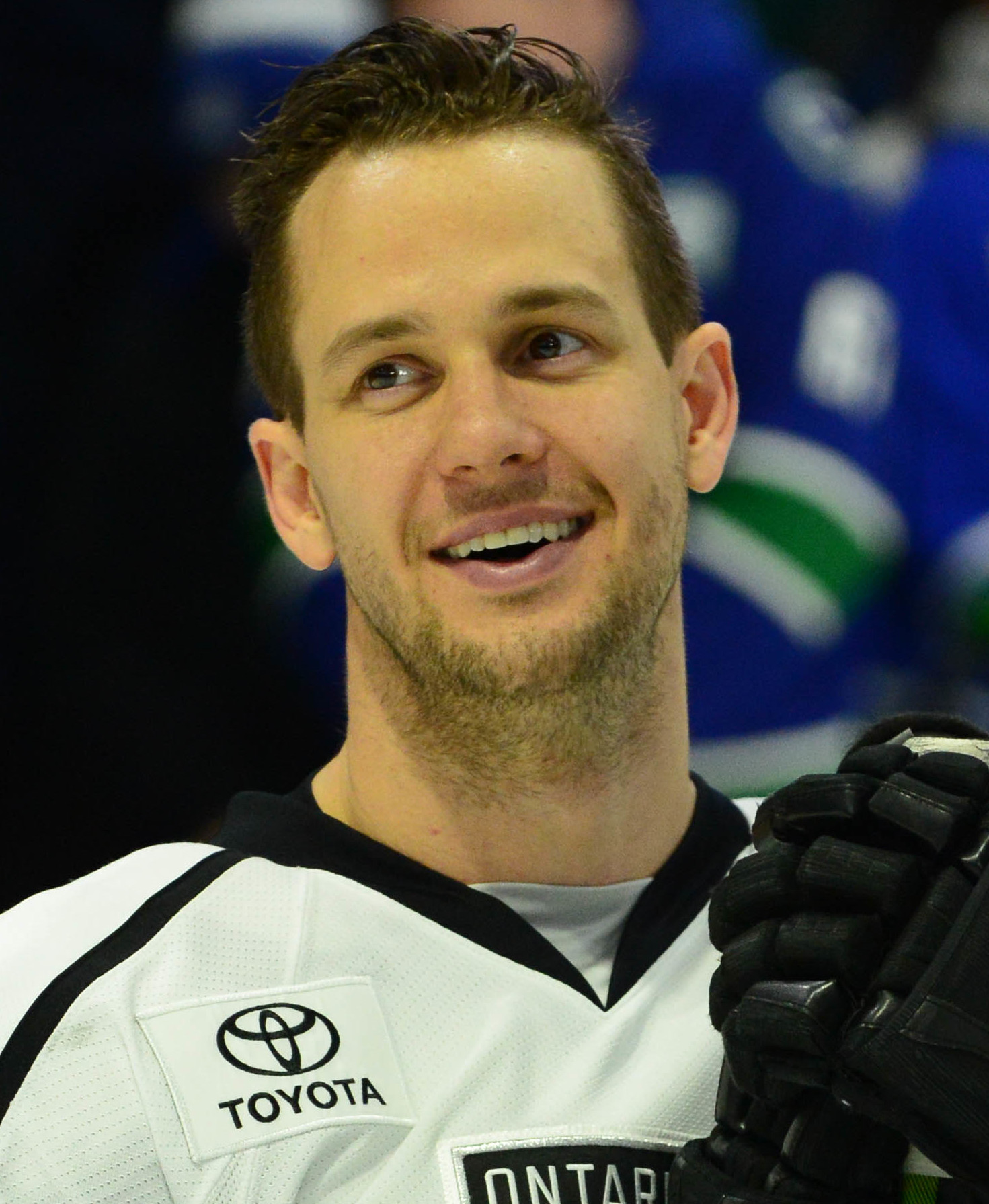
Brett Sutter, 2018.

Brett Darryl Sutter, född 2 juni 1987, är son till Darryl och har spelat för Calgary Flames, Carolina Hurricanes och Minnesota Wild. Han startade sin NHL-karriär den 23 december 2008 och har sen dess lyckats producera tio poäng (två mål och åtta assists) på 60 grundspelsmatcher.
| 2008–2009 | Calgary Flames      | NHL    | 4  | 1 | 0 | 1  | 2  | — | — | — | — | — |
| 2009–2010 | Calgary Flames      | NHL    | 10 | 0 | 0 | 0  | 5  | — | — | — | — | — |
| 2010–2011 | Calgary Flames      | NHL    | 4  | 0 | 1 | 1  | 5  | — | — | — | — | — |
|           | Carolina Hurricanes | NHL    | 1  | 0 | 0 | 0  | 0  | — | — | — | — | — |
| 2011–2012 | Carolina Hurricanes | NHL    | 15 | 0 | 3 | 3  | 11 | — | — | — | — | — |
| 2012–2013 | Carolina Hurricanes | NHL    | 3  | 0 | 0 | 0  | 4  | — | — | — | — | — |
| 2013–2014 | Carolina Hurricanes | NHL    | 17 | 1 | 1 | 2  | 9  | — | — | — | — | — |
| 2014–2015 | Minnesota Wild      | NHL    | 6  | 0 | 3 | 3  | 4  | — | — | — | — | — |
| Totalt    | Totalt              | Totalt | 60 | 2 | 8 | 10 | 40 | — | — | — | — | — |

### Duane
Duane Calvin Sutter, född 16 mars 1960, spelade för också för New York Islanders och Chicago Blackhawks, som sin bror Brent, mellan 1979 och 1990. Under karriären gjorde han 342 poäng (139 mål och 203 assists) på 731 grundspelsmatcher. Han var en av kärnmedlemmarna i Islanders dynastilag när de dominerade ligan och vann fyra raka Stanley Cup-titlar för säsongerna 1979–1980, 1980–1981, 1981–1982 och 1982–1983.
| 1979–1980 | New York Islanders | NHL    | 56  | 15  | 9   | 24  | 55   | 21  | 3  | 7  | 10 | 74  |
| 1980–1981 | New York Islanders | NHL    | 23  | 7   | 11  | 18  | 26   | 12  | 3  | 1  | 4  | 10  |
| 1981–1982 | New York Islanders | NHL    | 77  | 18  | 35  | 53  | 100  | 19  | 5  | 5  | 10 | 57  |
| 1982–1983 | New York Islanders | NHL    | 75  | 13  | 19  | 32  | 118  | 20  | 9  | 12 | 21 | 43  |
| 1983–1984 | New York Islanders | NHL    | 78  | 17  | 23  | 40  | 94   | 21  | 1  | 3  | 4  | 48  |
| 1984–1985 | New York Islanders | NHL    | 78  | 17  | 24  | 41  | 174  | 10  | 0  | 2  | 2  | 47  |
| 1985–1986 | New York Islanders | NHL    | 80  | 20  | 33  | 53  | 157  | 3   | 0  | 0  | 0  | 16  |
| 1986–1987 | New York Islanders | NHL    | 80  | 14  | 17  | 31  | 169  | 14  | 1  | 0  | 1  | 26  |
| 1987–1988 | Chicago Blackhawks | NHL    | 37  | 7   | 9   | 16  | 70   | 5   | 0  | 0  | 0  | 0   |
| 1988–1989 | Chicago Blackhawks | NHL    | 75  | 7   | 9   | 16  | 214  | 16  | 3  | 1  | 4  | 15  |
| 1989–1990 | Chicago Blackhawks | NHL    | 72  | 4   | 14  | 18  | 156  | 20  | 1  | 1  | 2  | 48  |
| Totalt    | Totalt             | Totalt | 731 | 139 | 203 | 342 | 1333 | 161 | 26 | 32 | 58 | 405 |

#### Brody

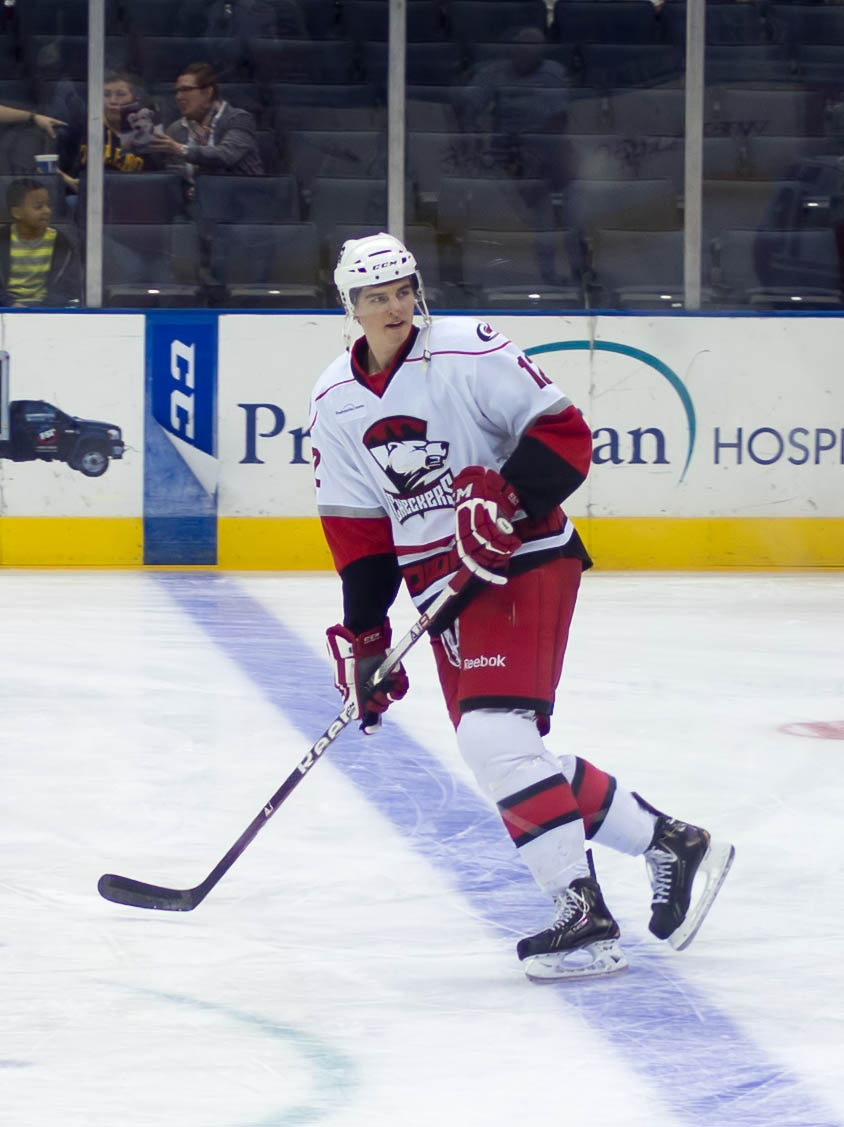
Brody Sutter, 2013.

Brody Sutter, född 26 september 1991, är son till Duane och spelar för Carolina Hurricanes. Han startade sin NHL-karriär den 16 oktober 2014 och har sen dess inte lyckats producera någon poäng på tolv grundspelsmatcher.
| 2014–2015 | Carolina Hurricanes | NHL    | 4  | 0 | 0 | 0 | 0 | — | — | — | — | — |
| 2015–2016 | Carolina Hurricanes | NHL    | 8  | 0 | 0 | 0 | 0 | — | — | — | — | — |
| Totalt    | Totalt              | Totalt | 12 | 0 | 0 | 0 | 0 | — | — | — | — | — |

### Rich
Richard G. "Rich" Sutter, född 2 december 1963, är tvillingbror till Ron och spelade för Pittsburgh Penguins, Philadelphia Flyers, Vancouver Canucks, St. Louis Blues, Chicago Blackhawks, Tampa Bay Lightning och Toronto Maple Leafs mellan 1983 och 1995. Under karriären gjorde han 315 poäng (149 mål och 166 assists) på 874 grundspelsmatcher. Efter den aktiva spelarkarriären var han talangscout för Minnesota Wild (1999–2005), Phoenix Coyotes (2005–2007) och Columbus Blue Jackets  (2016–).
| 1982–1983 | Pittsburgh Penguins | NHL    | 4   | 0   | 0   | 0   | 0    | —  | —  | — | —  | —   |
| 1983–1984 | Pittsburgh Penguins | NHL    | 5   | 0   | 0   | 0   | 0    | —  | —  | — | —  | —   |
|           | Philadelphia Flyers | NHL    | 70  | 16  | 12  | 28  | 93   | 3  | 0  | 0 | 0  | 15  |
| 1984–1985 | Philadelphia Flyers | NHL    | 56  | 6   | 10  | 16  | 89   | 11 | 3  | 0 | 3  | 10  |
| 1985–1986 | Philadelphia Flyers | NHL    | 78  | 14  | 25  | 39  | 199  | 5  | 2  | 0 | 2  | 19  |
| 1986–1987 | Vancouver Canucks   | NHL    | 74  | 20  | 22  | 42  | 113  | —  | —  | — | —  | —   |
| 1987–1988 | Vancouver Canucks   | NHL    | 80  | 15  | 15  | 30  | 165  | —  | —  | — | —  | —   |
| 1988–1989 | Vancouver Canucks   | NHL    | 75  | 17  | 15  | 32  | 122  | 7  | 2  | 1 | 3  | 12  |
| 1989–1990 | Vancouver Canucks   | NHL    | 62  | 9   | 9   | 18  | 133  | 5  | 2  | 3 | 5  | 2   |
|           | St. Louis Blues     | NHL    | 12  | 2   | 0   | 2   | 22   | 12 | 2  | 1 | 3  | 39  |
| 1990–1991 | St. Louis Blues     | NHL    | 77  | 16  | 11  | 27  | 122  | 13 | 4  | 2 | 6  | 16  |
| 1991–1992 | St. Louis Blues     | NHL    | 77  | 9   | 16  | 25  | 107  | 6  | 0  | 0 | 0  | 8   |
| 1992–1993 | St. Louis Blues     | NHL    | 84  | 13  | 14  | 27  | 100  | 11 | 0  | 1 | 1  | 10  |
| 1993–1994 | Chicago Blackhawks  | NHL    | 83  | 12  | 14  | 26  | 108  | 6  | 0  | 0 | 0  | 2   |
| 1994–1995 | Chicago Blackhawks  | NHL    | 15  | 0   | 0   | 0   | 28   | —  | —  | — | —  | —   |
|           | Tampa Bay Lightning | NHL    | 4   | 0   | 0   | 0   | 0    | —  | —  | — | —  | —   |
|           | Toronto Maple Leafs | NHL    | 18  | 0   | 3   | 3   | 10   | 4  | 0  | 0 | 0  | 2   |
| Totalt    | Totalt              | Totalt | 874 | 149 | 166 | 315 | 1411 | 78 | 13 | 5 | 18 | 133 |

### Ron
Ronald T. "Ron" Sutter, född 2 december 1963, är tvillingbror till Rich och spelade för Philadelphia Flyers, St. Louis Blues, Quebec Nordiques, New York Islanders, Boston Bruins, San Jose Sharks och Calgary Flames mellan 1983 och 2001. Under karriären gjorde han 535 poäng (205 mål och 330 assists) på 1 093 grundspelsmatcher. Efter den aktiva spelarkarriären har han varit talangscout, utvecklingstränare och haft positioner inom ledningen för Calgary Flames sedan 2001.
| 1982–1983 | Philadelphia Flyers | NHL    | 10   | 1   | 1   | 2   | 9   | —   | — | —  | —  | —   |
| 1983–1984 | Philadelphia Flyers | NHL    | 79   | 19  | 32  | 51  | 101 | 3   | 0 | 0  | 0  | 22  |
| 1984–1985 | Philadelphia Flyers | NHL    | 73   | 16  | 29  | 45  | 94  | 19  | 4 | 8  | 12 | 28  |
| 1985–1986 | Philadelphia Flyers | NHL    | 75   | 18  | 42  | 60  | 159 | 5   | 0 | 2  | 2  | 10  |
| 1986–1987 | Philadelphia Flyers | NHL    | 39   | 10  | 18  | 28  | 69  | 16  | 1 | 7  | 8  | 12  |
| 1987–1988 | Philadelphia Flyers | NHL    | 69   | 8   | 25  | 33  | 146 | 7   | 0 | 1  | 1  | 26  |
| 1988–1989 | Philadelphia Flyers | NHL    | 55   | 26  | 22  | 48  | 80  | 19  | 1 | 9  | 10 | 51  |
| 1989–1990 | Philadelphia Flyers | NHL    | 75   | 22  | 26  | 48  | 104 | —   | — | —  | —  | —   |
| 1990–1991 | Philadelphia Flyers | NHL    | 80   | 17  | 28  | 45  | 92  | —   | — | —  | —  | —   |
| 1991–1992 | St. Louis Blues     | NHL    | 68   | 19  | 27  | 46  | 91  | 6   | 1 | 3  | 4  | 8   |
| 1992–1993 | St. Louis Blues     | NHL    | 59   | 12  | 15  | 27  | 99  | —   | — | —  | —  | —   |
| 1993–1994 | St. Louis Blues     | NHL    | 36   | 6   | 12  | 18  | 46  | —   | — | —  | —  | —   |
|           | Québec Nordiques    | NHL    | 37   | 9   | 13  | 22  | 44  | —   | — | —  | —  | —   |
| 1994–1995 | New York Islanders  | NHL    | 27   | 1   | 4   | 5   | 21  | —   | — | —  | —  | —   |
| 1995–1996 | Boston Bruins       | NHL    | 18   | 5   | 7   | 12  | 24  | 5   | 0 | 0  | 0  | 8   |
| 1996–1997 | San Jose Sharks     | NHL    | 78   | 5   | 7   | 12  | 65  | —   | — | —  | —  | —   |
| 1997–1998 | San Jose Sharks     | NHL    | 57   | 2   | 7   | 9   | 22  | 6   | 1 | 0  | 1  | 14  |
| 1998–1999 | San Jose Sharks     | NHL    | 59   | 3   | 6   | 9   | 40  | 6   | 0 | 0  | 0  | 4   |
| 1999–2000 | San Jose Sharks     | NHL    | 78   | 5   | 6   | 11  | 34  | 12  | 0 | 2  | 2  | 10  |
| 2000–2001 | Calgary Flames      | NHL    | 21   | 1   | 3   | 4   | 12  | —   | — | —  | —  | —   |
| Totalt    | Totalt              | Totalt | 1093 | 205 | 330 | 535 | 352 | 104 | 8 | 32 | 40 | 193 |

### Sjunde brodern
Gary Sutter, född 7 januari 1955, valde att inte satsa på att bli professionell ishockeyspelare som de andra sex gjorde utan han började istället arbeta på föräldrarnas gård. Gary ska ha sagt i intervjuer att han inte tyckte att han var tillräcklig bra för att spela professionell ishockey och kunde inte förstå hur han skulle kunna mäta sig med de spelare som redan spelade i NHL och som var nästintill ikoniska för honom som Bobby Orr. De andra bröderna har dock avvisat att han var för dålig och sagt att Gary förmodligen var den mest talangfyllda av de sju. En annan historia är att han valde mellan ishockeyn och en tjej som han var förälskad i. Tjejen blev hans fru men de är idag skilda. Han var också den som lärde de andra bröderna att åka skridskor.

### Övriga släktmedlemmar

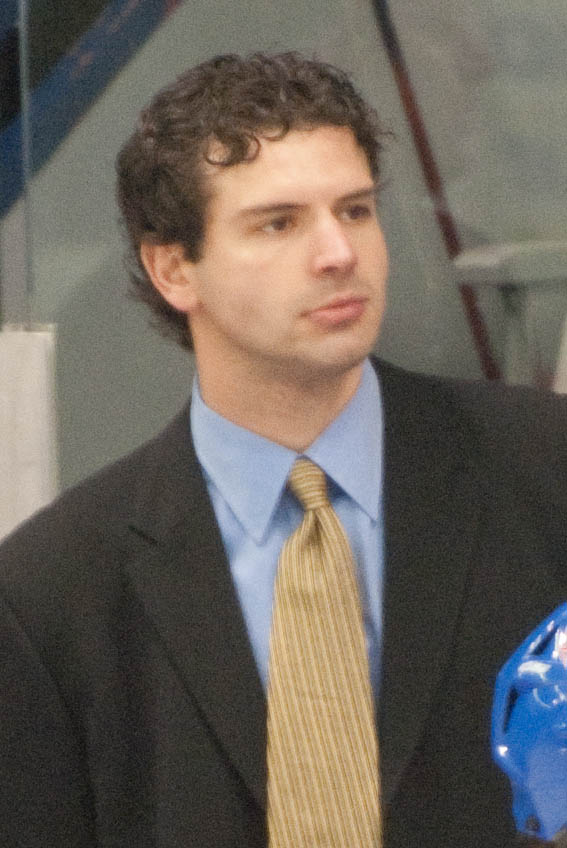
Shaun Sutter, 2010.

Ytterligare tre söner, Luke Sutter (Rich), Riley Sutter (Ron) och Shaun Sutter (Brian) har blivit draftade av NHL-organisationer. Luke spelar i lägre kanadensiska ishockeyligor medan Shaun spelade i lägre nordamerikanska- och europeiska ishockeyligor under sin spelarkarriär. Riley blev 2018 draftad av Washington Capitals.
Brents andra son Merrick Sutter har dock valt att satsa på att arbeta utanför isen och har varit vice chef för ishockeyverksamheten för Red Deer Rebels i Western Hockey League (WHL) sedan 2008. Brent köpte Rebels 1999 och har varit ägare sen dess, Shaun arbetar också för Rebels, han kom dit 2011 som först talangscout och sen assisterande general manager, innan det var han assisterande tränare för Regina Pats.